# Grasscroft
Grasscroft är en by i Oldham i Greater Manchester i England. Byn ligger 15,6 km från Manchester. Orten har 2 823 invånare (2001).